# Aymen Souda
Aymen Souda (Nizza, 28 febbraio 1993) è un calciatore francese, attaccante del Pirin Blagoevgrad.

## Carriera
Ha giocato nella massima serie dei campionati tunisino, bulgaro, rumeno e scozzese.